# Vinnie Vincent
Vinnie Vincent (* 6. August 1952 in Bridgeport, Connecticut, eigentlich Vincent John Cusano) ist ein US-amerikanischer Gitarrist, der zeitweise Leadgitarrist der Rockband Kiss war. Nach diesem Engagement gründete er seine eigene Band, die er Vinnie Vincent Invasion nannte.

## Leben und Karriere
Vinne Vincent wurde als Sohn von Alphonse und Teri Cusano geboren. Er hatte zwei Schwestern, Donna und Diane.

### Anfangsjahre
Der Sessionmusiker und Gitarrenlehrer hatte in den 1970er Jahren unter seinem bürgerlichen Namen Vincent Cusano unter anderem für Dan Hartman sowie als angestellter Songwriter für zwei Fernsehserien in den USA gearbeitet. Er spielte auf der Instant Replay Tour in der Dan Hartman Band und später in der Tourband von Edgar Winter, außerdem war er Mitglied der Gruppe „Treasure“ (1978–1979) und schrieb gemeinsam mit Adam Mitchell den Song Tears, der 1984 von John Waite für sein Album No Brakes aufgenommen und als Single veröffentlicht wurde. Der Titel erreichte Platz 37 der US-Charts. 2001 veröffentlichte John Waite das Album Live & Rare Tracks (Archival Edition), das eine Live-Version von Tears enthielt. Auch Peter Criss nahm den Titel auf und veröffentlichte ihn bereits 1982 auf seinem zweiten Soloalbum Let Me Rock You. Vincent spielte zudem die zweite Leadgitarre für den Titel Smile von Was (Not Was) ein, den Doug Fieger von The Knack sang.

### Leadgitarrist bei Kiss

The Ankh Warrior

Vincent ersetzte 1982 Ace Frehley bei Kiss, nachdem er bereits viele Lead-Gitarrenparts des Albums Creatures of the Night eingespielt hatte. Als das Album erschien, war Frehley, der tatsächlich nur etwas zu einem Song (I Love It Loud) auf dieser LP beigetragen hatte, noch offiziell Mitglied der Gruppe. Frehley nahm auch noch an Promotionauftritten in den USA und Europa teil und wurde auf dem Album-Cover abgebildet.
Vincent trug als Maske nach seiner offiziellen Einführung bis zur Demaskierung der Band am 18. September 1983 das ägyptische Anch. Die Zusammenarbeit mit Kiss war jedoch nur von relativ kurzer Dauer, da Vincent offenbar massiven Einfluss auf die musikalische Richtung der Band nehmen wollte. Dem Schlagzeuger Eric Carr zufolge unterschied Vincent „sich in all seinen Interessen und in seinem Typen viel zu sehr“ von den anderen Kiss-Mitgliedern, er habe eigentlich „von Anfang an nicht so recht zur Gruppe gepaßt“.
Vincent spielte bei den europäischen Konzerten der „Lick It Up“-Tour überlange Soli und leistete sich andere Extravaganzen, was am 25. November 1983 zu seiner Entlassung führte. Da die Zeit jedoch zu kurz war, einen neuen Gitarristen zu engagieren und mit ihm zu proben, wurde Vincent eilig zurückgeholt, der sich jedoch weigerte, einen neuen Vertrag zu unterschreiben. In einem Gespräch wurden ihm Verhaltensregeln für Auftritte in der Öffentlichkeit (Konzerte, Presse etc.) auferlegt, die Tournee wurde ab dem 26. Dezember 1983 in den USA fortgesetzt. Vincent hielt sich zunächst an die Absprachen, verlängerte seine Soli in der Folge jedoch nach und nach wieder. Um die Kontrolle über die von ihnen gegründete Gruppe behalten zu können, beendeten Gene Simmons und Paul Stanley daher die Zusammenarbeit nach der Tournee am 17. März 1984. Für das Album Animalize (1984) wurde Vincent durch Mark St. John ersetzt. Stanley gab dazu an, man könne „nicht in eine Band einsteigen, die schon so viele Jahre erfolgreich ist, und auf einmal verlangen, daß die gesamte Mannschaft nach deiner Pfeife tanzt.“

### Spätere Karriere
Vincent gründete nach seiner Zeit bei Kiss die Gruppe Vinnie Vincent Invasion, mit der er zwei Alben veröffentlichte. Sein Plattenvertrag war 1985 für insgesamt acht Alben abgeschlossen worden. Auf dem selbstbetitelten Debüt sang Ex-Journey Sänger Robert Fleischman, der direkt nach den Aufnahmen jedoch durch Mark Slaughter ersetzt wurde, der auch auf dem zweiten Album, All Systems Go, sang. Beide Alben erreichten jeweils Platz 64 der US-Album-Charts und hielten sich dort 14 (Vinnie Vincent Invasion) bzw. 16 Wochen (All Systems Go). 1988 veröffentlichte REH Video (USA) eine VHS-Cassette mit dem Titel Vinnie Vincent - Metal Tech Style, Speed & Phrasing, in dem Vincent seine Technik demonstrierte. Dieses Lehrvideo wurde in den USA und Japan angeboten. Nach dem zweiten Album der Invasion verlor Vincent 1989 seinen Plattenvertrag mit Chrysalis Records, als dieser gekündigt wurde. Zwei Monate später meldete er die Privatinsolvenz an.
Vincent verschwand nach dem Ende der Band schnell aus der öffentlichen Wahrnehmung, schrieb jedoch mit Vikki Peterson von der Band The Bangles den Song Make a Play for her Now, der auf dem Bangles-Album Everything erschien. Für dieses Lied war er auch als Gitarrist tätig. Für das Kiss-Album Revenge schrieb er mit Simmons den Song Unholy sowie mit Stanley Heart of Chrome und I Just Wanna, trat danach aber nur noch in juristischen Auseinandersetzungen mit Kiss in Erscheinung. Die Titel Unholy und I Just Wanna wurden beide als Singles ausgekoppelt, I Just Wanna erreichte Platz 34 der US-Charts.
Musikalisch trat Vincent noch einmal mit der EP Euphoria (1996) und dem Album  Speedball Jamm (2002) an, konnte aber keine weiteren Erfolge verbuchen.

### Juristische Auseinandersetzungen mit Kiss
Vincent verklagte Kiss nach seinem Rauswurf mehrfach, das erste Mal 1986 mit der Forderung nach sechs Millionen Dollar wegen angeblich nicht gezahlter Tantiemen. Diese Klage wurde zu Gunsten von Kiss entschieden, da Vincent nach Ansicht des Gerichts Angestellter von Kiss gewesen war und als solcher entlohnt wurde.
Das zweite Verfahren gegen Kiss fand 1992 statt, als Vincent wieder sechs Millionen Dollar von seinen ehemaligen Arbeitgebern forderte. Wieder ging es um Tantiemen, in diesem Fall wurde die Klage wegen der deutlich zu hohen Forderung abgewiesen. Außerdem erkannte das Gericht erneut ein Angestelltenverhältnis zwischen Kiss und Vincent.
Am 2. Oktober 2006 lehnte es der Oberste Gerichtshof der Vereinigten Staaten ab, Vincents Eingabe wegen des Disputs mit seinen ehemaligen Bandkollegen wegen der Song- und Musikhonorare überhaupt zu verhandeln.
Im August 2009 verklagte Vincent Kiss und die Firma A&E Television Networks (AETN), diesmal wegen unerlaubter Benutzung des Ankh-Make-ups für die DVD-Box Kissology Vol. II und in der Sendung Gene Simmons Family Jewels. Vincent gab außerdem an, Simmons habe ihn in der TV-Serie Private Sessions diffamiert, konnte die Diffamierungen aber nicht benennen.
Am 29. Juni 2010 wurde bekannt, dass Vincent erneut einen Prozess gegen Kiss verloren hatte. Der Prozess bezog sich auf ein 1997 ergangenes Urteil gegen Vincent, in dem ihm auferlegt wurde, die Kosten der Kiss-Anwälte in Höhe von 66.400 Dollar sowie Prozesskosten in Höhe von 15.400 Dollar, die durch seine Klagen entstanden waren, zu tragen. Vincent war diesen Auflagen offenbar nicht nachgekommen.

### Comeback abgesagt
Im Januar 2018 erschien Vincent auf der Kiss Expo 2018 in Atlanta und gab ein Interview. Die Resonanz bei diesem Auftritt hat Vincent dazu bewogen, nach langer Zeit wieder öffentlich aufzutreten. So zeigte er sich im April 2018 zusammen mit Gene Simmons. Zudem hatte er einen Gastauftritt bei der Band Four By Fate. Nach der Absage von ursprünglich in Memphis für Dezember 2018 geplanten Konzerten, waren für den 8. & 9. Februar 2019 zwei Solokonzerte in Nashville angekündigt. Aber auch diese wurden von Vincent abgesagt.

## Privatleben
In den 1980er Jahren war Vincent mit Ann-Marie Peters verheiratet, mit der er die 1982 geborenen Zwillingstöchter Elizabeth und Jessica hatte. Am 2. Januar 1998 verschwand Vincents Ex-Frau aus Shelton (Connecticut). Ihr Auto wurde etwa eine Woche später in Hartford entdeckt; im September 2000 machte der inzwischen ermittelte Hauptverdächtige Angaben, die zum Auffinden der Leiche der ermordeten Frau führten. Drei Jahre später wurde der Täter wegen der Vergewaltigung und Ermordung von Ann-Marie Cusano verurteilt.
1995 lernte Vincent in Chicago Diane Kero kennen, die er im folgenden Jahr heiratete. Diane Cusano starb im Januar 2014 im Alter von 47 Jahren. Vincent verbrachte die folgenden Jahre zurückgezogen von der Öffentlichkeit.

## Diskografie
mit Kiss:
- 1982: Creatures of the Night
- 1983: Lick It Up

mit Vinnie Vincent Invasion:
- 1986: Vinnie Vincent Invasion (Chrysalis)
- 1988: All Systems Go, Chrysalis

Projekte:
- 1996: Euphoria (EP), Metaluna Records LLC
- 2002: Archive Volumes I: Speedball Jamm, The GTR Company

Sonstiges:
- 1976: Kid Cashmir & Winnie LeCoux – Happy Birthday U.S.A., Phantom Records Inc.
- 1976: Hitchhikers – Hitchhikers, ABC Records
- 1977: Treasure – Treasure, Columbia/Epic
- 1978: Laura Nyro – Nested, Columbia
- 1978: Dan Hartman – Instant Replay, Blue Sky
- 1979: Tommy Rock – Dancing The Night Away Line Records/Bomp
- 1979: Felix Cavaliere – Castles In The Sand Epic
- 1981: Heat – Still Waiting, MCA Records
- 1983: Was (Not Was) – Born To Laugh At Tornadoes, Geffen
- 1988: The Bangles – Everything, CBS

Tributealbum:
- 2008: Kiss My Ankh: A Tribute To Vinnie Vincent